# Clinique Happy Presents Rihanna
Clinique Happy Presents Rihanna war die erste Tournee der barbadischen Popsängerin Rihanna. Die Tour diente als Promotion für ihr zweites Studioalbum A Girl Like Me. Die Tour fand im Sommer 2006 statt. 2006 nahm Rihanna außerdem noch an den Tourneen der Pussycat Dolls, von Jay-Z und den Black Eyed Peas teil.

## Vorgruppen
- Field Mob (nur an bestimmten Daten)[1]
- Jeannie Ortega (nur an bestimmten Daten)[1]
- J-Status (nur an bestimmten Daten)[1]
- Ciara (nur an bestimmten Daten)[6]
- Yung Joc (nur an bestimmten Daten)[6]
- Trey Songz (nur an bestimmten Daten)[6]
- Sean Paul (nur an bestimmten Daten)[2]

## Songs
Diese Liste ist eine Übersicht, der Songs, die bei der Tour gespielt wurden. Auch bei den Auftritten gemeinsam mit den Pussycat Dolls wurden diese Lieder in nachstehender Reihenfolge gespielt.
1. „Pon de Replay“
2. „If It's Lovin' that You Want“
3. „You Don't Love Me (No, No, No)“
4. Medley:(1)
  1. „Crazy Little Thing Called Love“
  2. „Here I Go Again“
5. „We Ride“
6. „Break It Off“
7. „Unfaithful“
8. „Let Me“
9. „Kisses Don't Lie“
10. „That La, La, La“
11. „P.S. (I'm Still Not Over You)“
12. „Redemption Song“ (Bob-Marley-Coverversion)
13. „A Girl Like Me“
14. „SOS“

(1) Wurde nur bei den Konzerten gespielt, bei denen J-Status Teil des Vorprogramms war.

## Tourdaten
| Datum              | Stadt            | Land               | Veranstaltungsort                     |
| ------------------ | ---------------- | ------------------ | ------------------------------------- |
| Nordamerika        |                  |                    |                                       |
| 30. Juni 2006      | San Francisco    | Vereinigte Staaten | Mezzanine                             |
| 1. Juli 2006       | San Diego        | Vereinigte Staaten | House of Blues                        |
| 2. Juli 2006       | Los Angeles      | Vereinigte Staaten | House of Blues                        |
| 3. Juli 2006       | Las Vegas        | Vereinigte Staaten | House of Blues                        |
| 5. Juli 2006       | Salt Lake City   | Vereinigte Staaten | Vortex Night Club                     |
| 7. Juli 2006       | Minneapolis      | Vereinigte Staaten | Quest Club                            |
| 9. Juli 2006       | Milwaukee        | Vereinigte Staaten | Eagles Ballroom                       |
| 10. Juli 2006      | Cleveland        | Vereinigte Staaten | House of Blues                        |
| 13. Juli 2006      | Allentown        | Vereinigte Staaten | Crocodile Rock Cafe                   |
| 14. Juli 2006      | Ottawa           | Kanada             | LCI FieldsA                           |
| 15. Juli 2006      | Belleville       | Kanada             | Matt and Joe’s Nightclub              |
| 16. Juli 2006      | Vaughan          | Kanada             | Kingswood Music Theatre B             |
| 18. Juli 2006      | Darien           | Vereinigte Staaten | Darien Lake Performing Art Center C   |
| 21. Juli 2006      | Valdosta         | Vereinigte Staaten | All-Star Amphitheater                 |
| 22. Juli 2006      | Montego Bay      | Jamaika            | Catherine Hall Sports Complex D       |
| 23. Juli 2006      | Winter Haven     | Vereinigte Staaten | Star Haven Amphitheatre               |
| 26. Juli 2006      | Atlanta          | Vereinigte Staaten | Coca-Cola Roxy Theatre                |
| 28. Juli 2006      | Baltimore        | Vereinigte Staaten | Rams Head Live!                       |
| 29. Juli 2006      | Toms River       | Vereinigte Staaten | Toms River High School North GroundsE |
| 30. Juli 2006      | Atlantic City    | Vereinigte Staaten | House of Blues                        |
| 1. August 2006     | New York City    | Vereinigte Staaten | Nokia Theatre Times Square            |
| 2. August 2006     | Englewood        | Vereinigte Staaten | Bergen Performing Arts Center         |
| 3. August 2006     | Boston           | Vereinigte Staaten | Avalon Nightclub                      |
| 5. August 2006     | Mashantucket     | Vereinigte Staaten | MGM Grand at Foxwoods                 |
| 6. August 2006     | Providence       | Vereinigte Staaten | Lupo’s Heartbreak Hotel               |
| 8. August 2006     | Jackson          | Vereinigte Staaten | Jackson County Fairgrounds            |
| 10. August 2006    | Chicago          | Vereinigte Staaten | Park West                             |
| 11. August 2006    | Milwaukee        | Vereinigte Staaten | The Rave                              |
| 17. August 2006    | Gilford          | Vereinigte Staaten | Meadowbrook Musical Arts Center       |
| 19. August 2006    | Gatineau         | Kanada             | Parc de la Baie F                     |
| 1. September 2006  | Jackson          | Vereinigte Staaten | Northern Star Arena                   |
| 2. September 2006  | Buffalo          | Vereinigte Staaten | Club Infinity                         |
| 3. September 2006  | Sterling Heights | Vereinigte Staaten | Freedom Hill Amphitheater             |
| 16. September 2006 | Pomona           | Vereinigte Staaten | Los Angeles County Fairgrounds        |
| 22. September 2006 | Atlantic City    | Vereinigte Staaten | House of Blues                        |
| 29. September 2006 | St. Louis        | Vereinigte Staaten | Bauman-Eberhardt Center               |

A Dieses Konzert war Teil des Cisco Ottawa Bluesfest 2006

B Dieses Konzert war Teil des 14th Annual Pizza Pizza Summer Rush

C Dieses Konzert war Teil von „Kiss the Summer Hello“

D Dieses Konzert war Teil des Red Stripe Reggae Sumfest

E Dieses Konzert war Teil des Toms River Fest

F Dieses Konzert war Teil des Festival de montgolfieres de Gatineau